# Development Team Picnic PostNL
Das Development Team Picnic PostNL ist ein niederländisches Radsportteam. 
Das Team wurde 2016 als Farmteam des damaligen UCI WorldTeams Sunweb mit (bis 2021) deutscher Lizenz gegründet und als UCI Continental Team registriert.

## Mannschaft 2025
| Teamkader 2025          | Teamkader 2025     | Teamkader 2025         | Teamkader 2025                             |
| Name                    | Geburtsdatum       | Land                   | Vorheriges Team                            |
| ----------------------- | ------------------ | ---------------------- | ------------------------------------------ |
| Vincent Bodet           | 11. Juni 2005      | Frankreich             |                                            |
| Jacob Bush              | 2. Juni 2005       | Vereinigtes Königreich |                                            |
| Johan Dorussen          | 9. August 2003     | Niederlande            | Dutch Food Valley Cycling Team (2023)      |
| Ryan Gal                | 7. März 2005       | Niederlande            |                                            |
| Anton Louw Larsen       | 24. Juni 2006      | Königreich Dänemark    | Team Uno-X-Carl Ras Roskilde Junior (2024) |
| Ko Molenaar             | 1. September 2006  | Niederlande            |                                            |
| Oliver Peace            | 2. April 2005      | Vereinigtes Königreich | Tofauti Everyone Active (2023)             |
| Xander Scheldeman       | 24. Mai 2006       | Belgien                |                                            |
| Angus Stoneham          | 23. Februar 2005   | Vereinigtes Königreich |                                            |
| Pavel Šumpík            | 11. September 2006 | Tschechien             |                                            |
| Thom van der Werff      | 14. Januar 2005    | Niederlande            |                                            |
| Christiaan van Rees     | 28. April 2005     | Niederlande            |                                            |
| Matteo Vanhuffel        | 27. August 2006    | Belgien                |                                            |
| Mees Vlot               | 9. April 2005      | Niederlande            |                                            |
| Jurgen Zomermaand       | 13. Februar 2006   | Niederlande            |                                            |
|                         |                    |                        |                                            |
| Quelle: ProCyclingStats |                    |                        |                                            |

## Erfolge pro Saison
| Rennserie                 | 2017 | 2018 | 2019 | 2020 | 2021 | 2022 | 2023 | 2024 |
| ------------------------- | ---- | ---- | ---- | ---- | ---- | ---- | ---- | ---- |
| UCI ProSeries             | -    | -    | -    | -    | -    | -    | -    | -    |
| UCI Continental Circuits  | 2    | 5    | 6    | 1    | 7    | 6    | 2    | 1    |
| nationale Meisterschaften | 1    | 1    | 1    | -    | 1    | -    | 1    | -    |

## Platzierungen in der UCI-Weltrangliste
| World Ranking | World Ranking | World Ranking               | World Ranking |
| Jahr          | Teamwertung   | Einzelwertung               |               |
| ------------- | ------------- | --------------------------- | ------------- |
| 2017          | —             | Max Kanter (916. )          |               |
| 2018          | —             | Marc Hirschi (110. )        |               |
| 2019          | 94.           | Nils Eekhoff (350. )        |               |
| 2021          | 59.           | Casper van Uden (406. )     |               |
| 2022          | 55.           | Oscar Onley (446. )         |               |
| 2023          | 124.          | Frank van den Broek (610. ) |               |
| 2024          | 136.          | Vlad Van Mechelen (1017. )  |               |
|               |               |                             |               |
| Quelle: UCI   |               |                             |               |